# 벤저민 프랭클린급 잠수함
벤저민 프랭클린급 잠수함은 미국 해군의 SSBN(전략원잠)이다. 2016년 현재 오하이오급 잠수함의 이전 함급으로서, 1960년대부터 2000년대까지 사용되었다.

## 역사
건국의 아버지 벤저민 프랭클린의 이름을 따왔다.
처음부터 단탄두인 폴라리스 A-2가 아니라 다탄두인 폴라리스 A-3 16발을 탑재했다. 이후에 포세이돈 미사일, 트라이던트 I으로 교체했다.

## S5W 원자로
미국 해군은 세계 최초의 SSBN(전략원잠)인 조지 워싱턴급 잠수함부터 열출력 70MWt 가압경수로인 S5W 원자로 1개를 사용했다.
1959년 실전배치된 세계 최초의 SSBN(전략원잠)인 조지 워싱턴급 잠수함 5척, 이단 앨런급 잠수함 5척, 라파예트급 잠수함 9척, 제임스 매디슨급 잠수함 10척, 벤저민 프랭클린급 잠수함 12척, 모두 41척의 SSBN(전략원잠)에 열출력 70MWt 가압경수로인 S5W 원자로 1개를 사용했다.
2016년 기준으로는 벤저민 프랭클린급 다음인 오하이오급 잠수함을 사용중인데, 이것만 열출력 220MWt 가압경수로인 S8G 원자로로 바뀌었다.

## 같이 보기
- SMART-P - 한국의 열출력 65MWt 가압경수로